# Canales de Ámsterdam
Ámsterdam es llamada la «Venecia del norte» por sus más de 100 kilómetros de canales, unos 1500 puentes que los cruzan y alrededor de 90 islas.
Los tres principales canales, el Herengracht, el Prinsengracht y el Keizersgracht, que fueron construidos en el siglo XVII durante la «época dorada» neerlandesa, forman cinturones concéntricos alrededor de la ciudad. A lo largo de estos canales se alzan numerosos monumentos.
Esta área de la ciudad del siglo XVII, delimitada por el canal Singelgracht, ha sido incluida por la Unesco en la lista de Patrimonio de la Humanidad bajo el nombre de «Zona de canales concéntricos del siglo XVII delimitada por el Singelgracht de Ámsterdam» en 2010.

## Historia

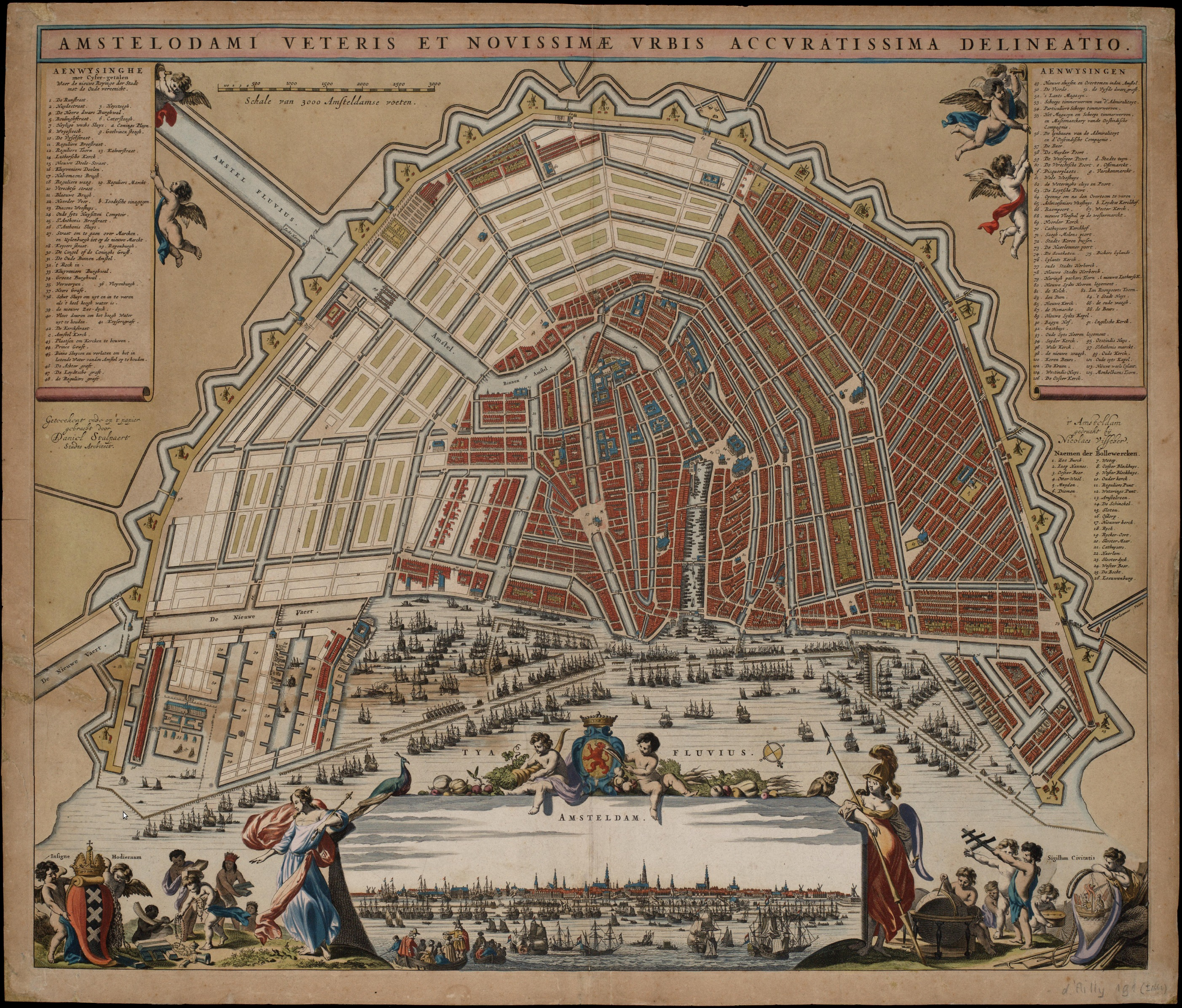
Mapa de Ámsterdam con sus canales de 1662.

Gran parte del sistema de canales de Ámsterdam es fruto de una buena planificación urbana de la ciudad. En la primera parte del siglo XVII, con el aumento de la inmigración, se elaboró un plan integral en el que se establecían cuatro canales semicirculares concéntricos cuyos extremos desembocaban en la Bahía del IJ. Conocido como el Grachtengordel (Cinturón de Canales), tres de los canales estaban destinados en gran parte al desarrollo residencial (el Herengracht o Canal de los Señores; el Keizersgracht o Canal del Emperador; y el Prinsengracht o el Canal del Príncipe); y un cuarto canal, el exterior, Singelgracht o Canal Periférico (actuales calles Nassaukade y Stadhouderskade), para fines de defensa y gestión del agua. Están construidos con bordes u orillas de tierra apisonada o cantería, siempre armados para ser más resistentes con olmos o ulmus, árbol de raíz primaria o pivotante muy fuerte que actúa como un pilote. El plan también preveía la interconexión de los canales a lo largo de los radios; la creación de un conjunto de canales paralelos en el barrio de Jordaan (principalmente para el transporte de mercancías, como la cerveza); la conversión de un canal perimetral interno ya existente (el Singel), con fines defensivos, en un canal orientado al desarrollo residencial y comercial; y la creación de más de un centenar de puentes. El propósito defensivo de las calles Nassaukade y Stadhouderskade se consiguió mediante la construcción de un foso y diques de tierra, con puertas en los puntos de tránsito pero sin superestructuras de mampostería.
La construcción se realizó de oeste a este, como si se tratase de un gigantesco limpiaparabrisas (como el historiador Geert Mak lo llama), y no desde el centro hacia fuera, como dice un mito popular. La construcción del sector noroccidental se inició en 1613 y se terminó alrededor de 1625. Después de 1664, se inició la construcción en el sector sur, aunque lentamente debido a una depresión económica. La parte oriental del plan de canales concéntricos, que cubría el área entre el río Ámstel y la bahía del IJ, no se puso en práctica durante mucho tiempo. Durante los siglos siguientes, la mayor parte del terreno se destinó a parques, al jardín botánico, a viviendas, teatros y otras instalaciones públicas, así como vías de agua sin demasiada planificación. Varias partes de la ciudad y de la zona urbana son pólderes, reconocibles por el sufijo -meer de sus nombres, que significa lago, como Aalsmeer, Bijlmermeer, Haarlemmermeer, y Watergraafsmeer.

## Canales destacados del Cinturón de Canales
De dentro afuera, los canales del Grachtengordel o Cinturón de Canales son las siguientes:

### Singel

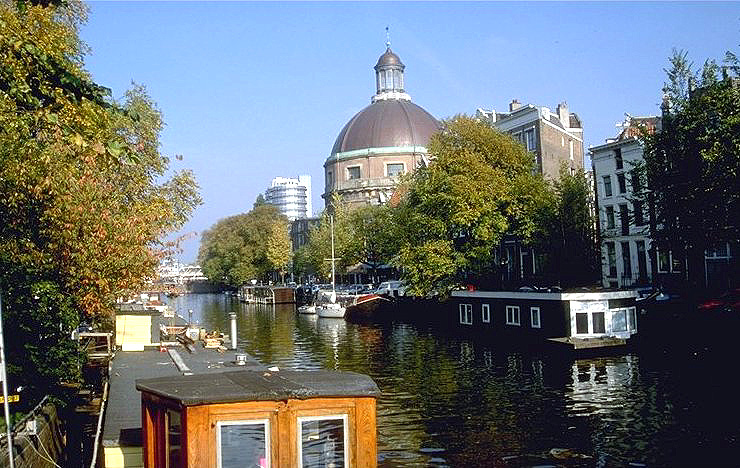
Singel.

El Singel rodeó la ciudad medieval de Ámsterdam. Sirvió como foso alrededor de la ciudad desde 1480 hasta 1585, cuando Ámsterdam se expandió más allá del Singel. El canal se extiende desde la bahía del IJ, cerca de la estación central, hacia la plaza Muntplein, donde se encuentra con el río Amstel. En la actualidad es el canal más interno del anillo semicircular de canales de Ámsterdam. Este canal no debe confundirse con el Singelgracht, que se convirtió en el límite exterior de la ciudad durante la Edad de Oro neerlandesa del siglo XVII.

### Herengracht

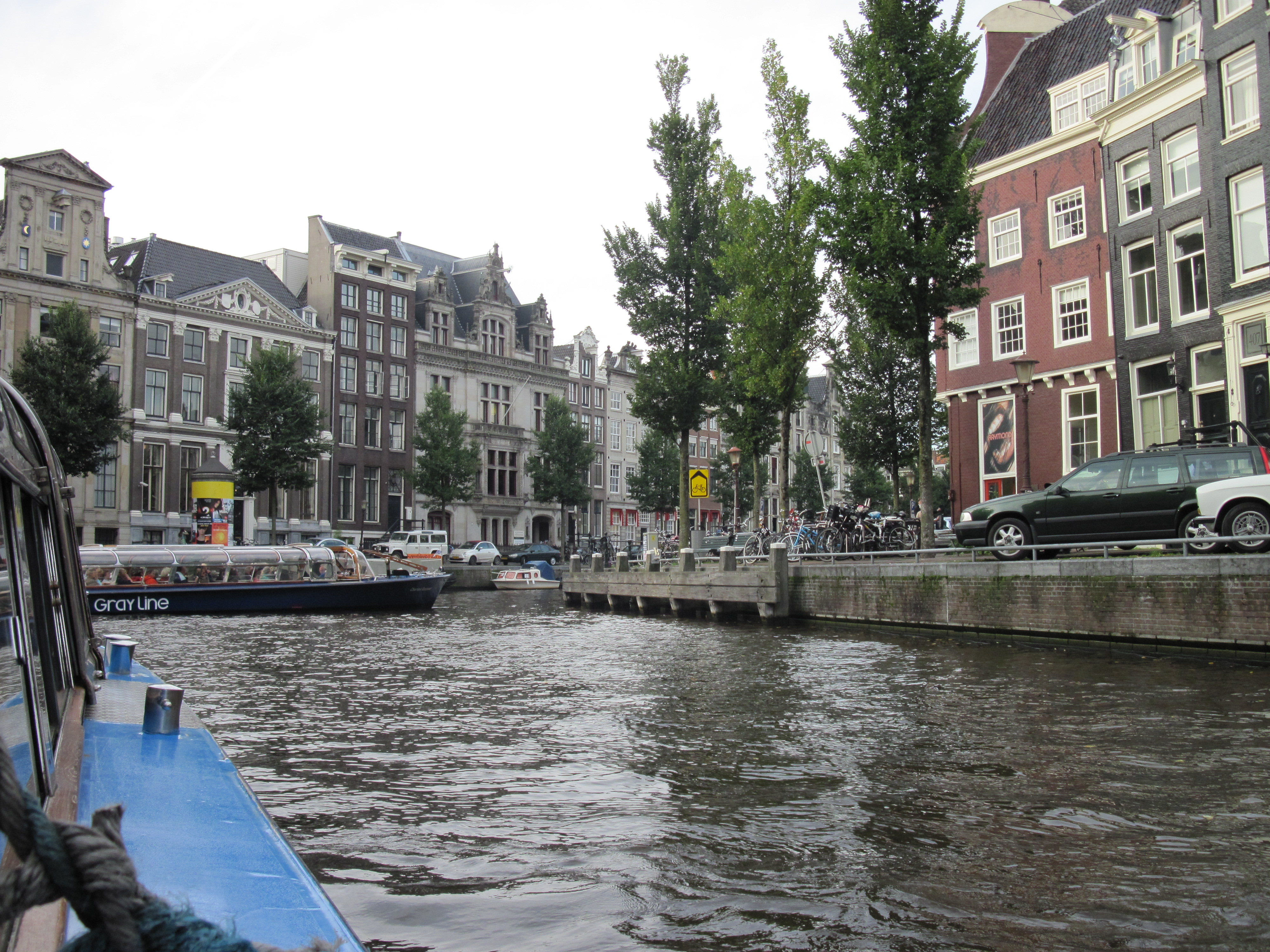
Herengracht.

El Herengracht (Canal de los Señores) es el primero de los tres canales principales del centro de Ámsterdam. El canal lleva el nombre de los heren regeerders, que gobernaron la ciudad durante los siglos XVI y XVII. La parte más de moda se llama Gouden Bocht (la Curva Dorada), con muchas mansiones dobles amplias, jardines interiores y cocheras en Keizersgracht. Samuel Sarphati (1813-1868) vivió en la casa con número 598 y Pedro el Grande se hospedó en el número 527 durante su segunda visita a Ámsterdam.

### Keizersgracht

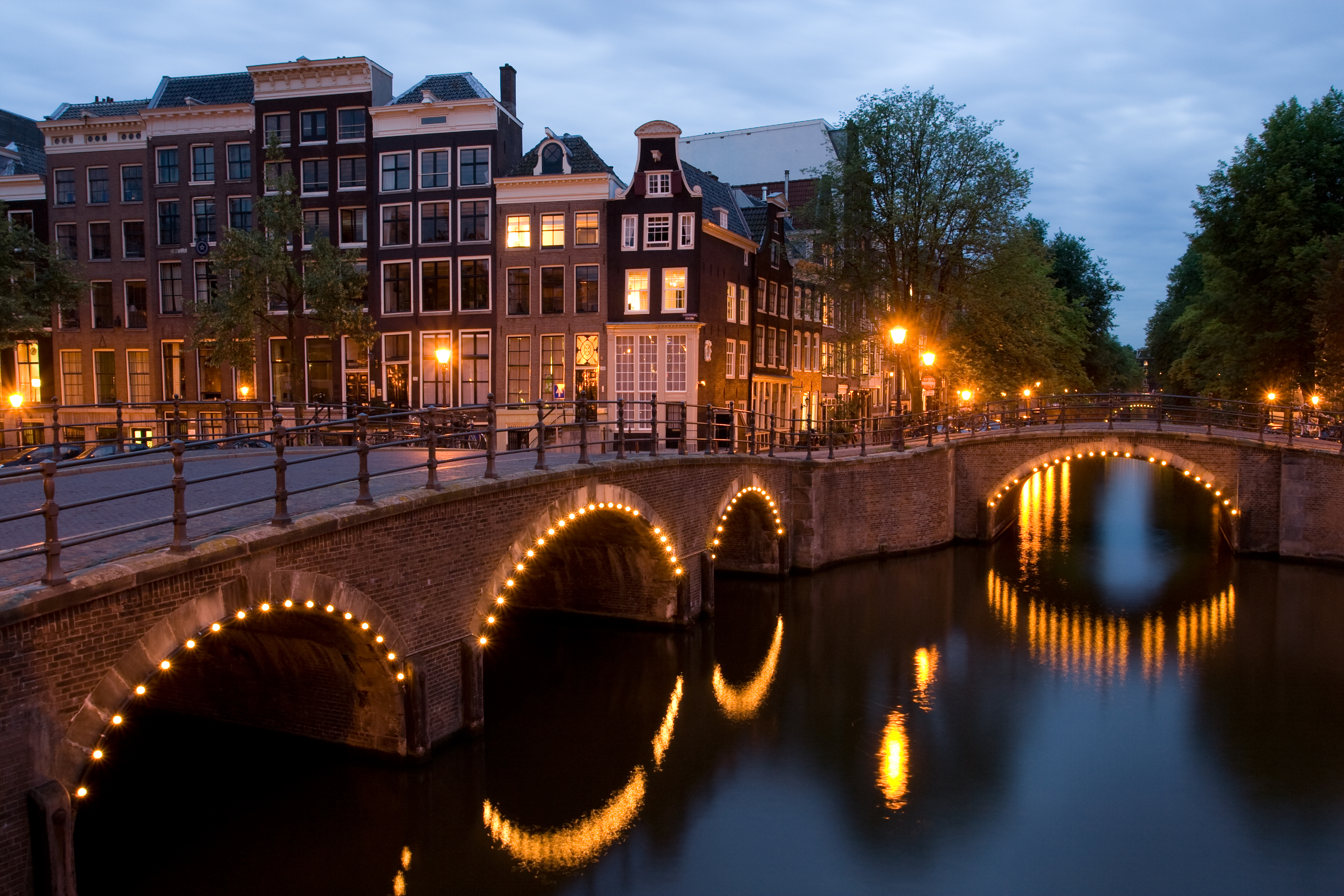
Keizersgracht.

El Keizersgracht (Canal del Emperador) es el segundo y más amplio de los canales principales del centro de Ámsterdam, entre el Herengracht y el Prinsengracht. Lleva el nombre de Maximiliano I de Habsburgo, emperador del Sacro Imperio Romano Germánico. John Adams se hospedó en la casa con número 529, Heinrich Schliemann trabajó durante casi tres años en el número 71, Daniel Fahrenheit en el 463-465, y Pedro el Grande se hospedó en la casa con número 317 durante su primera visita a Ámsterdam (1693). Aquí se encuentra la Onze Lieve Vrouwekerk (Iglesia de Nuestra Señora).

### Prinsengracht

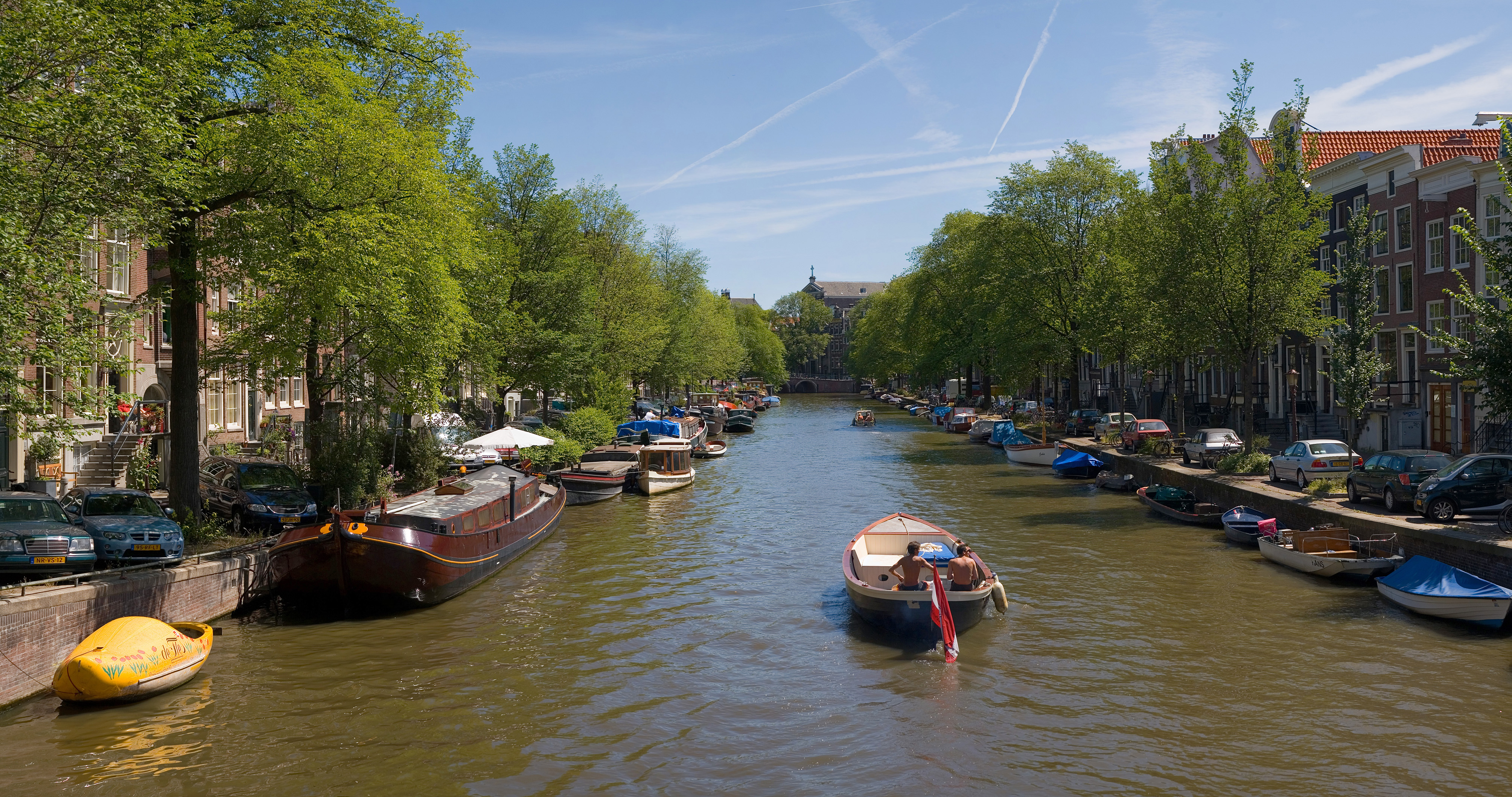
Prinsengracht.

El Prinsengracht (Canal del Príncipe) es el cuarto y más largo de los canales principales de Ámsterdam. Lleva el nombre de Guillermo de Orange. La mayor parte de las casas a lo largo de él se construyeron durante la Edad de Oro de las Provincias Unidas de los Países Bajos. Los puentes sobre el canal Prinsengracht se conectan con las calles del Jordaan. Los edificios más destacables a lo largo de Prinsengracht incluyen la Noorderkerk (Iglesia del Norte), el Noordermarkt (Mercado Norte), la Casa de Ana Frank y la Westerkerk (Iglesia occidental, la iglesia más alta de Ámsterdam).

### Singelgracht

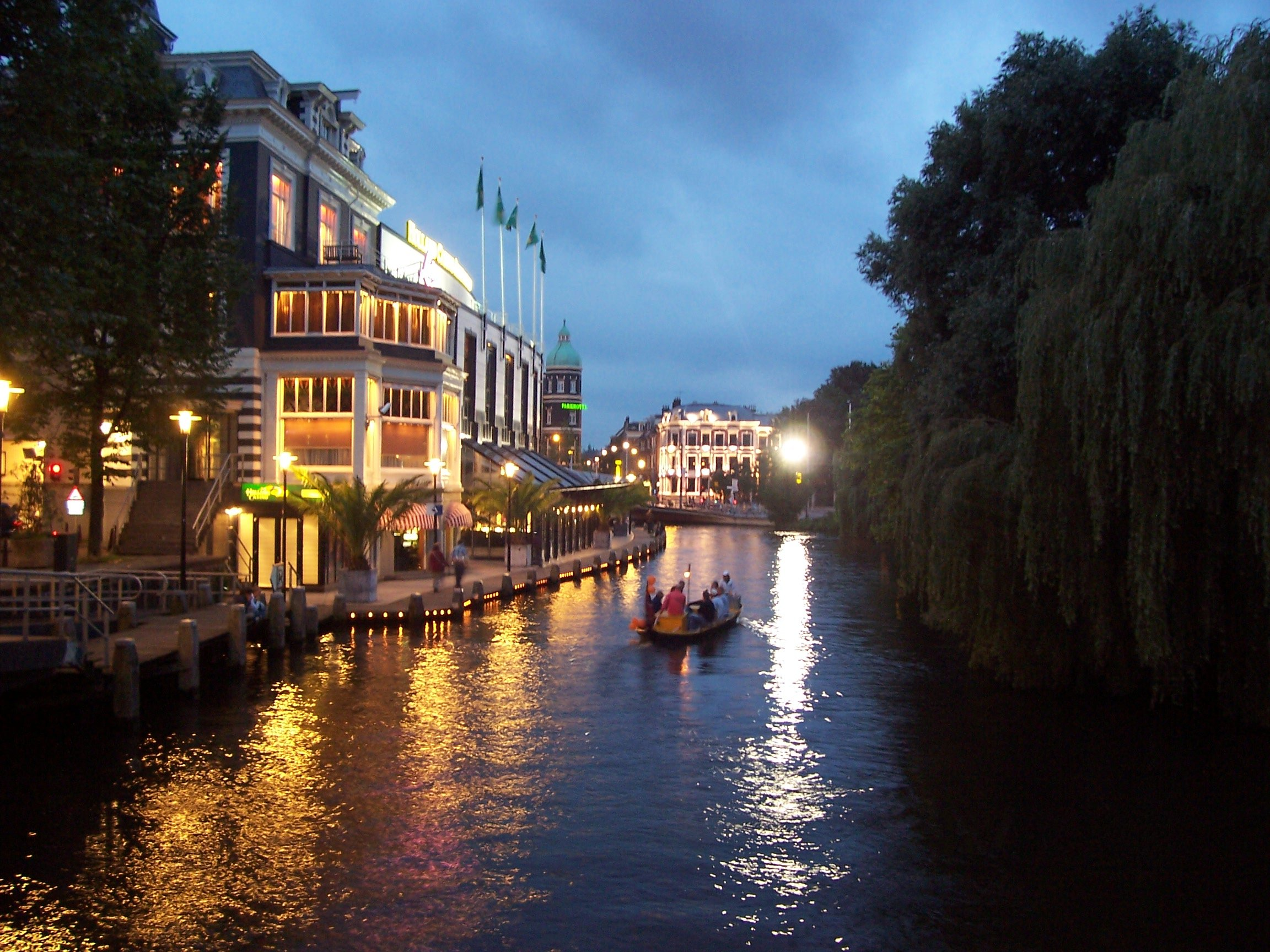
Singelgracht

El Singelgracht (Canal periférico) marca la frontera exterior del Grachtengordel. Discurre en su rivera exterior por la Houfmankade, la Naussaukade, la Stadhouderskade y la Mauritskade. En el interior, que pasa por la Houfmankade, la Marnixkade, la Leidsekade, la Nicolaas Witsenkade, la Sarphatikade, la Spinozastraat y la Alexanderkade.
Los principales atractivos son la sala de conciertos Paradiso, el Heineken Experience, sede de la famosa marca de cerveza holandesa, el edificio del Banco de los Países Bajos y el Tropenmuseum.

## Otros canales destacados

### Zwanenburgwal
El Zwanenburgwal es un canal y una calle del centro de Ámsterdam. El pintor Rembrandt y el filósofo Spinoza vivieron aquí. En 2006 fue elegida como una de las calles más bellas de Ámsterdam por los lectores del diario local Het Parool.
El Zwanenburgwal fluye desde la compuerta de Sint Antoniessluis (entre las calles Sint Antoniesbreestraat y Jodenbreestraat) hasta el río Amstel. El canal se llamó originalmente Verversgracht (Canal de los tintoreros), por la industria textil que una vez dominó esta parte de la ciudad. A lo largo del canal se tendían la prendas teñidas para su secado.